# 濟州四·三事件
濟州四·三事件（韓語：제주 4·3 사건），又稱濟州起義，濟州島在1948年4月3日－1954年9月21日持續六年半的軍、警在鎮壓與圍剿叛乱事件，是韓戰之前朝鮮近代史上（含日本殖民時代）最血腥的事件，但長期被阻止追究真相，至2000年方着手調查。
1947年3月1日國家警察槍殺遊行的島民激起警民敵意，濟州自此白色恐怖，先後有2,500人被逮捕（全島1%人口），1948年4月3日三名島民被刑訊逼供致死，武裝的南朝鮮劳动党為此起事，攻擊濟州警察廳支所，拉開序幕。起事亦抗議駐朝鮮美國軍政廳在移交權力前夕舉辦的建國首屆總統大選只在南方舉行、排除北朝鮮人民委員會控制的北方、阻撓統一。濟州警察廳與韓國陸軍血腥報復，李承晚當選大韓民國建國總統後，圍剿兵力比駐朝鮮美國軍政廳時期還要多，其中陸軍第二師第二團團長咸炳善在漢拏山縱火燒毀95%村莊、屠戮全體村民。
真相糾明委員會斷定25,000─30,000人死亡，佔島民人口10%以上，其中86%由政府所殺，13.9%由武裝平民所殺。

## 背景因素
濟州島因位處東北亞的要衝，被日本在太平洋戰爭末期當做戰略基地，在上面駐屯了六萬日軍以阻止美軍登陸。1945年二戰結束日本投降，日軍從濟州島上撤退，以及從外地回來的六萬名濟州鄉親，造成人口的急遽變動。光復初期的期待破滅、回歸人口的就業困難、生活必需品的短缺、霍亂導致數百人死亡、嚴重的農作歉收等惡劣情況交雜一起，加上米穀政策的失敗、日帝警察轉變為軍政警察、軍政官吏的牟利行為等，成為嚴重的社會問題。
在這樣的氛圍下，於1947年三一節發生三一節開火事件，警察對示威群眾開火，造成六人死亡、八人重傷，死亡者大多是圍觀的一般居民。此事件讓民心惡化，也成為引爆四三事件的導火線。這時，南朝鮮勞動黨濟州島黨部展開有組織的「反警察」運動。為了抗議警察開火，三月十日展開了韓國前所未見的官民聯合大罷工，包括公家機關、民間企業等濟州島95%以上的職場皆有參與。

## 大罷工
美國軍政當局感覺事態嚴重，派遣調查團到濟州分析指出，這場大罷工是因為警察開火引起島民反感，以及南朝鮮劳动党的煽動而升高。但是事後的處理，卻置「南勞黨煽動」的比重高過「警察開火」，而採取了強力攻勢的政策。包括道知事等軍政高層，全由外地人替代，並大舉派遣救援警力與「西北青年會」團員南下濟州，展開對罷工主謀者的逮捕作戰。一個月之內，逮捕收押了五百多人，到隔年爆發四三之前，一年間一共拘禁了兩千五百人，接連遭到武力鎮壓與刑求。
1948年3月，基層警察分局連續發生三次刑求致死事件，濟州社會頓時陷入一觸即發的危機狀態，此時，南勞黨也因組織外洩而處於危機。陷於守勢的南朝鮮劳动党勢力，利用反軍政當局的民心，決定了兩個目標：採取守護與捍衛組織的手段，並反對即將到來的「（南朝鮮）單方選舉」、「（南朝鮮）單方政權」，決心以「救國鬥爭」展開武裝鬥爭。
1948年4月3日清晨二時，350名武裝隊攻擊了十二處警察分局與右翼團體，展開了武裝暴動。這些武裝隊高喊口號，要求警察與「西北青年會」停止鎮壓，反對單選、單政，要求建立統一政府等。起初，美軍政當局視為「治安事態」，只增派警力與西北青年團去阻止事態擴大。但是事態未見收拾，駐韓美軍司令約翰·里德·霍奇中將與軍政廳長威廉·弗里希·迪安少將於是下令警備隊出動，展開鎮壓作戰。

### 抗選
第9團團長金益烈中校與武裝隊的金達三之間達成協議，同意透過「四二八協商」來和平解決事態。但是，和平協商卻因右翼青年團體的縱火事件而破局。美軍政當局派遣第20團團長布朗上校與第24軍作戰參謀蕭中校到濟州，透過更換警備隊第9團團長等，試圖讓510選舉能夠成功舉行。但是510舉行的大選，全國兩百個選區當中濟州島兩個選區的投票數未過半數而宣告無效。
美軍政當局於是任命布朗上校為濟州地區最高司令官，展開更強勢的鎮壓作戰，5月20日發生四十一名警備隊員脫營，加入武裝隊的事件，6月18日又發生新任團長朴振敬上校遭部下暗殺的事件，6月23日試圖舉行重新選舉仍告失敗。
武裝隊因金達三等領導階層參加「海州大會」，使得組織經歷了重組的過程。軍警討伐隊在政府建立的過程中，僅採取鬆弛的鎮壓作戰，使事態獲得暫時平緩的局面。

## 戒嚴
1948年7月20日李承晚宣布成為韓國首任總統，並於同年8月15日宣布三八線以南正式建立大韓民國，北邊也建立了另一個政權朝鮮民主主義人民共和國，濟州因並非朝鮮半島本土，導致濟州事態跳脫單純的地方問題，而成為對政權正統性的挑戰。李承晚政府在10月11日設置濟州島警備司令部，增派了本土的大韓民國國軍正規兵力到濟州，但被派到濟州的麗水第14團在南朝鮮勞動黨（南勞黨）地下黨成員的煽動下叛變。
1948年11月17日李承晚政府宣佈濟州戒嚴。在此之前，第9團團長宋堯讚發出佈告稱，在距離海岸線五公里的山區地帶通行的人，視為暴力份子將予以格殺，並開始對山區村落大肆展開「焦土化」的強力鎮壓作戰。與此有關的美軍情報報告書中記載了：「第九團基於山區地帶村落的所有居民，明顯提供游擊隊幫助與方便的假設之下，而對村落居民採取『大量屠殺計畫』（Program of mass slaughter）。」

### 格殺勿論
戒嚴令宣布之後許多山區村落的居民遇害，住在海岸邊村落的零散居民也以提供武裝隊協助的理由而被處死。為了保命而逃入山中的難民更為增加，他們在寒冬躲在漢拏山中，被抓到的話不是遭射殺就是送到監獄。鎮壓軍警甚至將家中有人不在者列為「逃避者家屬」，而對他們的父母與兄弟姊妹施以「代殺」的殘忍替代手法。到了12月底，鎮壓部隊由第9團改為第2團接替，但是第2團團長咸炳善繼續執行強勢鎮壓作戰，在沒有經過審判程序的情况下許多居民即遭屠殺，並造成受害人數最多的「北村事件」。
1949年3月，設置了濟州島地區戰鬥司令部，展開了鎮壓與安撫並行的作戰。新任司令官劉載興發表赦免政策，躲避到漢拏山的人投誠的話，全都可以得到寬恕。這時，有許多居民下山了。1949年5月10日的重新選舉，也就成功地舉行了。六月，武裝隊領袖李德九遭射殺之後，武裝隊已經形同潰滅，武裝隊的殘餘份子儘管還有攻勢，但力量已經衰微。但「輔導聯盟」加入者、需監視者、入山者家屬等，在第一波拘留中大舉遭到殺害。在全國的監獄中被拘禁的四三事件關聯者，則遭立即處決的處分。據估計，在第一波拘留與監獄中犧牲的人達三千多，受害者的屍體大部分都無法找到。

## 結束
1954年9月21日漢拏山從禁足地區全面開放，從1947年3月1日三一節的開火事件引發1948年四三武裝起義，四三事件歷經七年七個月迎來落幕。

## 調查、後續
據估計，約1萬4千人至6萬人在武力衝突和鎮壓過程中被殺。韓國政府2003年10月15日認可了《濟州4·3事件真相調查報告書》，承認截止1954年9月21日解除戒嚴，有3萬餘名無辜人員犧牲。
韓國政府43事件國家真相調查委員會實際登記有案的受害者人數為14,373人，但據信包含未確認與未紀錄的人數總計約為3,000─50,000人之間，此數字是根據委員會資訊與事件之前與之後的人口數字統計。而濟州島民則認為可能有多至7萬人遇害。另一方面，該事件也導致近4,000多名的濟州島民逃往日本避難，其後裔多散居在日本的關西地區。
2025年4月11日，联合国教科文组织执行局第221次会议上，批准《揭开真相：济州四三事件档案》（Revealing Truth : Jeju 4·3 Archives）列入世界记忆遗产名录，檔案有1.4673万份记录，包括了法会议受刑人员名单、牺牲人员及其遗属证词、民间组织为查明真相进行的活动记录、政府调查报告等相關紀錄。

## 引用文献
1. ↑  2,345 killed in March–May 1949 alone.
2. ↑  Johnson, Chalmers.  2000, rev. 2004. Owl Book. January 23, 2001: 99–101. ISBN 0-8050-6239-4.  According to Chalmers Johnson, death toll is 14,000–30,000
3. ↑  Cumings, Bruce.  2010. Modern Library. 2010: 124–125.  According to the governor of Jeju at the time, the death toll was reported to be at 60,000
4. 1 2 3 4 5  濟州四·三事件真相糾明委員會（2003），Summary of the Report's conclusion from The National Committee for Investigation of the Truth about the Jeju April 3 Incident的存檔，存档日期2009-02-24..
5. 1 2  石忠山（2010年9月17日），「當代韓國政黨政治之發展與挑戰」，頁7註釋，「瞭解當代韓國民主政治」學術研討會。
6. ↑  李圭倍. 济州4·3事件的历史真相及研究课题 （页面存档备份，存于）
7. ↑  告慰亡靈：濟州島四·三事件第64週年紀念在4·3和平公園舉行 （页面存档备份，存于）. 濟州周刊， 2012.04.20
8. ↑  邊龍珠. . 韓聯社. 2025-04-11  [2025-04-11]. （原始内容存档于2025-04-16）.

## 外部連結
- Ghosts Of Cheju （页面存档备份，存于）, 新闻周刊
- Crimes, Concealment and South Korea’s Truth and Reconciliation Commission （页面存档备份，存于）, 韓民族日報
- Waiting for the truth A missed deadline contributes to a lost history, Japan Focus
- The National Committee for Investigation of the Truth about the Jeju April 3 Incident, 韓國政府